# Yvon Le Roux
Yvon Le Roux (Plouvorn, Francia, 19 de marzo de 1960) es un exfutbolista francés, se desempeñaba como defensa y jugó en diversos clubes franceses.

## Clubes

### Jugador
| Club                  | País    | Año       |
| --------------------- | ------- | --------- |
| Stade Brestois 29     | Francia | 1977-1983 |
| AS Mónaco             | Mónaco  | 1983-1985 |
| FC Nantes             | Francia | 1985-1987 |
| Olympique de Marsella | Francia | 1987-1989 |
| Paris Saint-Germain   | Francia | 1989-1990 |

### Entrenador
| Club              | País    | Año       |
| ----------------- | ------- | --------- |
| Stade Brestois 29 | Francia | 1991-1993 |

- Datos: Q938331
- Multimedia: Yvon Le Roux / Q938331